# Bob Hiller
Pour les articles homonymes, voir Hiller.
Pas d'image ? Cliquez ici

a Compétitions nationales et continentales officielles uniquement.

b Matchs officiels uniquement.
Dernière mise à jour le 16 mars 2023.
 Robert Hiller, né le 14 octobre 1942 à Woking (Angleterre), est un joueur de rugby à XV, sélectionné au poste d'arrière en équipe d'Angleterre. Il en est sept fois capitaine.

## Carrière
Il a disputé son premier test match le 20 janvier 1968, à l’occasion d’un match contre l'équipe du pays de Galles, et le dernier contre l'équipe d'Irlande, le 12 février 1972.
Bob Hiller joue également au cricket à haut niveau, évoluant avec le Oxford University Cricket Club.

## Statistiques en équipe nationale
- 19 sélections avec l'équipe d'Angleterre
- Sélections par année : 4 en 1968, 5 en 1969, 3 en 1970, 5 en 1971, 2 en 1972
- Tournois des Cinq Nations disputés : 1968, 1969, 1970, 1971, 1972
- Meilleur réalisateur du Tournoi en 1968, 1970, 1971 et 1972.